# Генерал від інфантерії (Німеччина)
Генера́л піхо́ти або генерал від інфанте́рії (нім. General der Infanterie) — військове звання генеральського складу в Збройних силах Німеччини (Імперська армія Німеччини, Рейхсвер, Вермахт), а також в армії Австро-Угорщини.
Звання генерала піхоти знаходиться по старшинству між званнями генерал-лейтенанта та генерал-полковника.
Це звання правильніше називати «генерал роду військ», тому що воно дорівнювалося до чинів:
- «генерал танкових військ»,
- «генерал кінноти»,
- «генерал артилерії»,
- «генерал парашутних військ»,
- «генерал гірсько-піхотних військ»,
- «генерал авіації»,
- «генерал військ зв'язку» тощо.

З'явилося в прусській армії й звідти перейшло в армію Німецької імперії. До введення в 1854 р. звання генерал-полковник було вищим генеральським званням, після якого знаходилось лише рідкісне звання генерал-фельдмаршал, яке можна було отримати тільки у воєнний час.
За часів Третього Рейху у військах СС відповідало званню  СС-обергрупенфюрер і генерал Ваффен-СС.